# Championnat du monde junior de hockey sur glace 1980
Navigation
Suède 1979 Allemagne de l'Ouest 1981
La quatrième édition du championnat du monde junior de hockey sur glace a eu lieu entre le 27 décembre 1979 et le 2 janvier 1980 en Finlande pour le groupe A et du 3 au 12 mars pour le groupe B en Autriche.

## Déroulement de la compétition
Avec encore une fois seize nations participant à ce championnat du monde junior, les modes de classement sont les mêmes pour les deux groupes que l'année précédente.

## Groupe A
Les matchs du groupe A ont eu lieu en Finlande dans la ville de Helsinki.

### Premier tour
Poule A
|            | URSS | Fin. | Can. | Sui. |   | V | N | D  | BP | BC |
| ---------- | ---- | ---- | ---- | ---- | - | - | - | -- | -- | -- |
| 1 URSS     |      | 2–1  | 8–5  | 6–0  | 3 | 0 | 0 | 16 | 6  |    |
| 2 Finlande | 1–2  |      | 2–1  | 19–1 | 2 | 0 | 1 | 22 | 4  |    |
| 3 Canada   | 5–8  | 1–2  |      | 9–5  | 1 | 0 | 2 | 15 | 15 |    |
| 4 Suisse   | 0–6  | 1–19 | 5–9  |      | 0 | 0 | 3 | 6  | 34 |    |

Poule B
|                      | Suè. | Tch. | All. | U.S.A. |   | V | N | D  | BP | BC |
| -------------------- | ---- | ---- | ---- | ------ | - | - | - | -- | -- | -- |
| 1 Suède              |      | 10–4 | 5–1  | 5–5    | 2 | 1 | 0 | 20 | 10 |    |
| 2 Tchécoslovaquie    | 4–10 |      | 13–4 | 7–3    | 2 | 0 | 1 | 24 | 17 |    |
| 3 Allemagne fédérale | 1–5  | 4–13 |      | 5–2    | 1 | 0 | 2 | 10 | 20 |    |
| 4 États-Unis         | 5–5  | 3–7  | 2–5  |        | 0 | 1 | 2 | 10 | 17 |    |

### Second tour
Poule de relégation
Les résultats particuliers des matchs du tour précédent sont conservés (notés entre parenthèses ci-dessous).
|                      | Can.  | All.  | U.S.A. | Sui.  |   | V | N | D  | BP | BC |
| -------------------- | ----- | ----- | ------ | ----- | - | - | - | -- | -- | -- |
| 5 Canada             |       | 6–1   | 4–2    | (9–5) | 3 | 0 | 0 | 19 | 8  |    |
| 6 Allemagne fédérale | 1–6   |       | (5–2)  | 4–2   | 2 | 0 | 1 | 10 | 10 |    |
| 7 États-Unis         | 2–4   | (2–5) |        | 9–5   | 1 | 0 | 2 | 13 | 14 |    |
| 8 Suisse             | (5–9) | 2–4   | 5–9    |       | 0 | 0 | 3 | 12 | 22 |    |

Les Suisses joueront l'édition suivante dans la seconde division.
Poule de la médaille d'or
Les résultats particuliers des matchs du tour précédent sont conservés (notés entre parenthèses ci-dessous).
|                   | URSS  | Fin.  | Suè.   | Tch.   |   | V | N | D  | BP | BC |
| ----------------- | ----- | ----- | ------ | ------ | - | - | - | -- | -- | -- |
| 1 URSS            |       | (2–1) | 2–1    | 6–2    | 3 | 0 | 0 | 10 | 4  |    |
| 2 Finlande        | (1–2) |       | 3–2    | 4–2    | 2 | 0 | 1 | 8  | 6  |    |
| 3 Suède           | 1–2   | 2–3   |        | (10–4) | 1 | 0 | 2 | 13 | 9  |    |
| 4 Tchécoslovaquie | 2–6   | 2–4   | (4–10) |        | 0 | 0 | 3 | 8  | 20 |    |

### Classement final groupe A
Les Soviétiques remportent leur quatrième médaille d'or en autant de championnat du monde junior.

## Groupe B
Les matchs du groupe B se sont joués à Klagenfurt en Autriche.

### Premier tour
Poule A
|            | Aut. | Nor. | Dan. | Hon. |   | V | N | D  | BP | BC |
| ---------- | ---- | ---- | ---- | ---- | - | - | - | -- | -- | -- |
| 1 Autriche |      | 2–1  | 8–2  | 19–3 | 3 | 0 | 0 | 29 | 6  |    |
| 2 Norvège  | 1–2  |      | 6–2  | 15–3 | 2 | 0 | 1 | 21 | 7  |    |
| 3 Danemark | 2–8  | 2–6  |      | 10–3 | 1 | 0 | 2 | 14 | 17 |    |
| 4 Hongrie  | 3–19 | 3–15 | 3–10 |      | 0 | 0 | 3 | 9  | 44 |    |

Poule B
|            | Pol. | P.Bas | Ita. | Fra. |   | V | N | D  | BP | BC |
| ---------- | ---- | ----- | ---- | ---- | - | - | - | -- | -- | -- |
| 1 Pologne  |      | 5–3   | 10–1 | 12–2 | 3 | 0 | 0 | 27 | 6  |    |
| 2 Pays-Bas | 3–5  |       | 4–1  | 9–4  | 2 | 0 | 1 | 16 | 10 |    |
| 3 Italie   | 1–10 | 1–4   |      | 8–2  | 1 | 0 | 2 | 10 | 16 |    |
| 4 France   | 2–12 | 4–9   | 2–8  |      | 0 | 0 | 3 | 8  | 29 |    |

### Matchs de classement
Tous les matchs de classement ont eu lieu les 11 et 12 mars sur la patinoire de Klagenfurt.
11 mars
- Match pour le septième place : France 11–2 Hongrie
- Match pour le cinquième place : Danemark 4–2 Italie

12 mars
- Match pour le troisième place : Norvège 6–3 Pays-Bas
- Match pour la première place : Autriche 4–3 Pologne

### Classement final groupe B
Les Autrichiens joueront l'édition suivante dans le groupe A à la place des Suisses.